# Кукавка сіровола
Ку́кавка сіровола (Cacomantis merulinus) — вид зозулеподібних птахів родини зозулевих (Cuculidae). Мешкає в Південній і Південно-Східній Азії.

## Опис

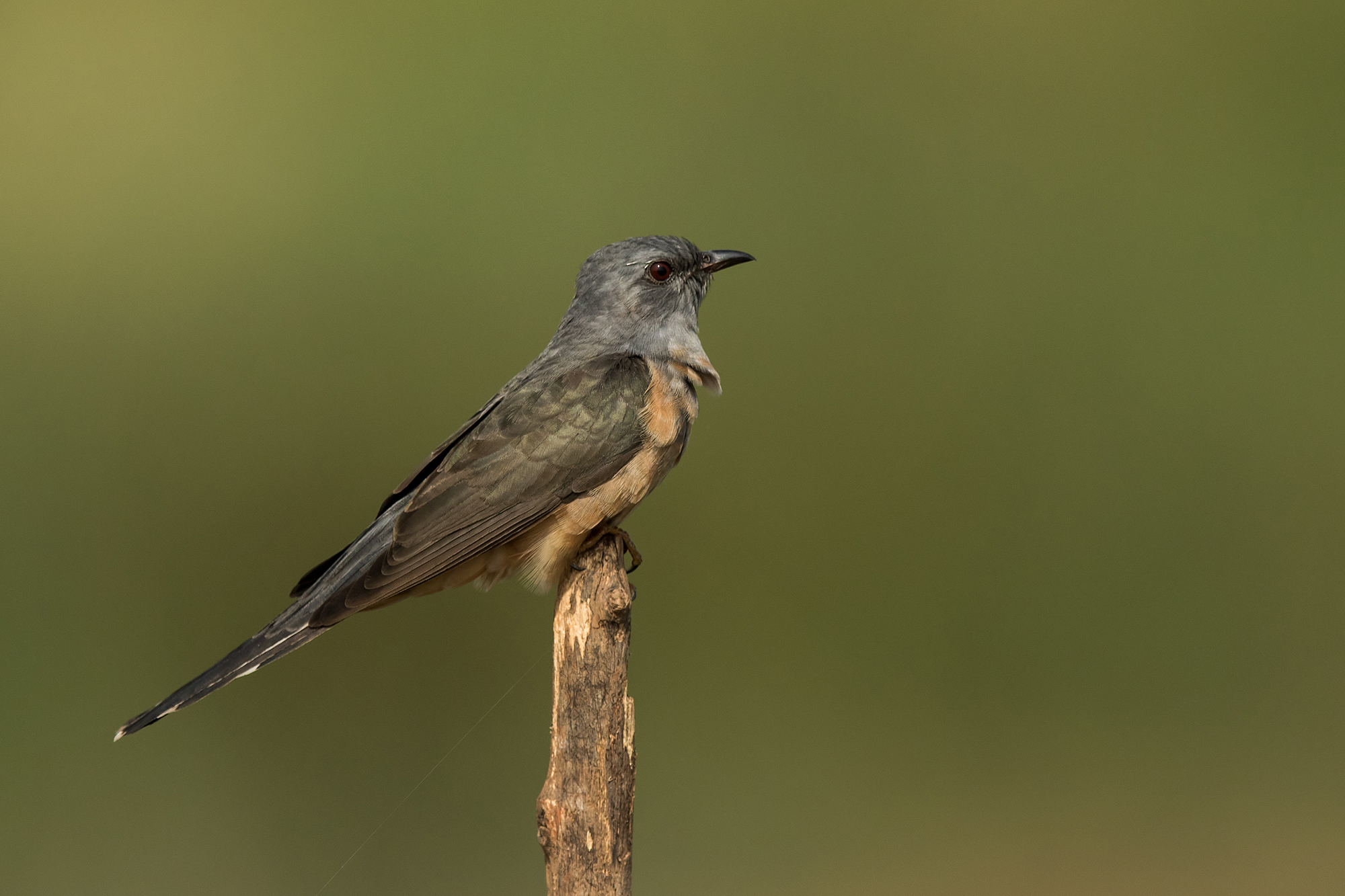
Самець сіроволої кукавки

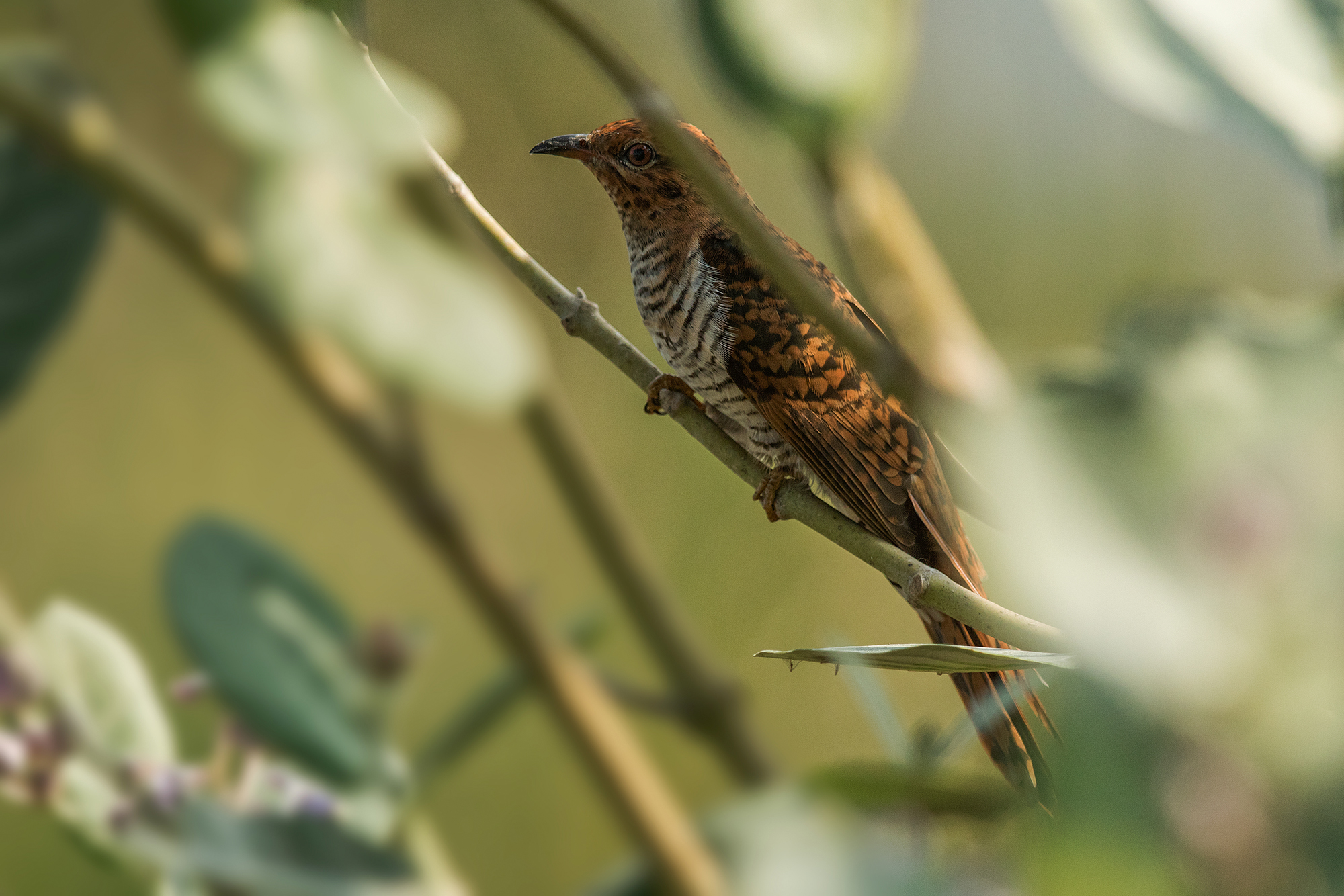
Самиця сіроволої кукавки

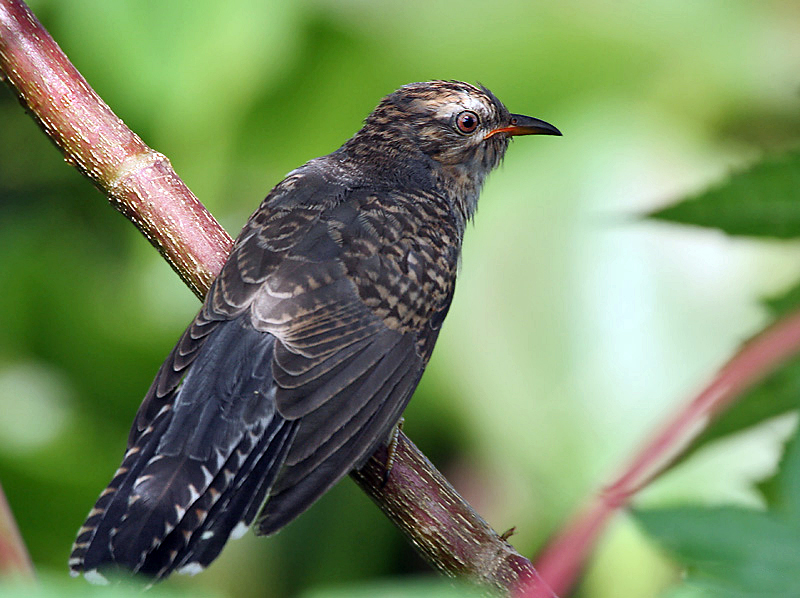
Молода сіровола кукавка

Довжина птаха становить 21-24 см. У самців верхня частина тіла сірувато-коричнева, нижня частина тіла руда, голова, горло і верхня частина грудей сірі. Стернові пера мають білі кінчики. Райдужки червоні, дзьоб зверху чорний, знизу жовтий, лапи жовті. Забарвлення самиць існує у двох морфах. Представниці сірої морфи мають подібне до самців забарвлення, у представників рудої морфи верхня частина тіла рудувато-коричнева, поцяткована темними смугами, нижня частина тіла бліда, легко смугаста. Над очима світлі "брови", хвіст поцяткований темними смугами. Забарвлення молодих птахів є подібне до забарвлення рудої другої морфи, однак дещо блідіше. Самці сіроволих кукавок видають жалібні посвисти, які звучать як серія з трьох висхідних звуків або як серія з 11-12 низхідних звуків. 

## Підвиди
Виділяють чотири підвиди:
- C. m. querulus Heine, 1863 — від східних Гімалаїв до Південного Китаю, Індокитаю і Малайського півострова;
- C. m. threnodes Cabanis & Heine, 1863 — південь Малайського півострова, Суматра, Калімантан і сусідні острови;
- C. m. lanceolatus (Müller, S, 1843) — Ява і Балі;
- C. m. merulinus (Scopoli, 1786) — Філіппіни, Сулавесі, острови Тогіан[en].

Мала кукавка раніше вважалася підвидом сіроволої кукавки, однак була визнана окремими видом.

## Поширення і екологія
Сіроволі кукавки мешкають в Індії, Непалі, Бутані, Бангладеш, М'янмі, Китаї, Таїланді, Лаосі, В'єтнамі, Камбоджі, Малайзії, Індонезії, Брунеї і на Філіппінах. Південнокитайські і, частково, гімалайські популяції взимку мігрують на південь. Сіроволі кукавки живуть в рівнинних і гірських тропічних лісах, в рідколіссях і чагарникових заростях, в парках і садах. Зустрічаються на висоті до 200 м над рівнем моря. Живляться безхребетними. Практикують гніздовий паразитизм, відкладають свої яйця в гнізда інших птахів, зокрема тамік, приній і кравчиків.